# 미켈레 프란질리
미켈레 프란질리(이탈리아어: Michele Frangilli, 1976년 5월 1일~)는 이탈리아의 양궁 선수이다. 올림픽에 4회 참가하였으며 2012년 하계 올림픽 남자 단체전 금메달, 2000년 하계 올림픽 남자 단체전 은메달, 1996년 하계 올림픽 남자 단체전 동메달을 획득했다. 또한 세계 양궁 선수권 대회, 세계 실내 선수권 대회, 세계 필드 선수권 대회에서 개인전과 단체전 종목 전부 우승한 유일한 선수이다.